# هاري ماكلوكين
هاري ماكلوكين (بالإنجليزية: Harry McLoughlin)‏ (1956 بسلايغو في جمهورية أيرلندا - ) هو لاعب كرة قدم أيرلندي في مركز جناح ‏. لعب مع نادي سليغو روفرز ونادي فين هاربز ولونغفورد تاون ‏.

## وصلات خارجية
- هاري ماكلوكين على موقع قاعدة بيانات كرة القدم.إي يو (الإنجليزية)